# マイク・デビアス
"アイアン" マイク・デビアス（"Iron" Mike DiBiase、本名：Michael DiBiase、1923年12月24日 - 1969年7月2日）は、アメリカ合衆国のプロレスラー。ネブラスカ州オマハ出身。
テッド・デビアスの継父であり、マイク・デビアス（2代目）、テッド・デビアス・ジュニア、ブレット・デビアスの祖父にあたる。テッド・デビアスの実母である妻のヘレン・ヒルドも、女子プロレスラーとして活動していた。

## 来歴
ネブラスカ大学ではレスリングの強豪として活躍。アメリカ海軍を除隊後の1950年にプロデビューを果たし、マイク・デビアス（Mike DiBiase）のリングネームで中西部や太平洋岸北西部など各地を転戦。南西部のニューメキシコおよびコロラドではミゲル・ロペス（Miguel López）の変名を用い、1953年4月27日にアルバカーキにてロッキー・マウンテン・ヘビー級王座を獲得、11月3日にデンバーでレジー・リソワスキーに敗れるまで戴冠した。
1956年よりテキサス西部のアマリロ地区を主戦場とし、1957年8月15日にはボブ・ガイゲルからアマリロ版のNWA北米ヘビー級王座を奪取。以降、同王座を巡ってドリー・ファンクと抗争を繰り広げ、テキサス・デスマッチでは互いに16回のフォールを奪い合い、1時間44分におよぶ死闘を展開した。タッグではダニー・プレッチェスをパートナーに、1959年にアル・コステロ&ロイ・ヘファーナンのファビュラス・カンガルーズとNWAインターナショナル・タッグ王座を争っている。
他地区での活動も続け、1959年5月29日にはオクラホマシティにてアンジェロ・サボルディを破りNWA世界ジュニアヘビー級王座を獲得。フロリダでは1960年1月19日にペドロ・ゴドイからNWA南部ヘビー級王座を、4月19日にはエディ・グラハムからブラスナックル王座をそれぞれ奪取。オレゴンでは1961年2月24日にルー・テーズと対戦して時間切れ引き分けの戦績を残し、3月5日にはパット・オコーナーが保持していたNWA世界ヘビー級王座にも挑戦した。
1963年3月15日にはアリゾナ州フェニックスにおいて、元プロボクシング世界ライトヘビー級王者のアーチー・ムーアとボクシング・マッチで対戦したが、3ラウンドでTKO負けを喫している。1964年11月6日には古巣の中西部地区にてサニー・マイヤースを破り、NWAセントラル・ステーツ・ヘビー級王座を獲得した。その後もアマリロを主戦場にヒールのポジションで活動、ドリー・ファンク・ジュニア、テリー・ファンク、ワフー・マクダニエルとも抗争した。
1967年4月、日本プロレスの『第9回ワールドリーグ戦』に来日。ジャイアント馬場、吉村道明、キム・イルには敗れるも、芳の里、グレート・イトー、ミツ・ヒライ、デューク・ケオムカからは勝利を収め、外国人陣営ではダン・ミラーと並び、ザ・デストロイヤーとワルドー・フォン・エリックに次ぐ3位の戦績を残した。5月12日の岐阜大会ではワルドーと組み、同月に東京プロレスから日本プロレスに復帰したアントニオ猪木と馬場のコンビと対戦。これは馬場と猪木のBI砲が正式に初結成された試合とされている。
日本遠征からの帰国直後、ロサンゼルスのWWAに参戦。キラー・カール・コックスやカール・ゴッチと組んでペドロ・モラレス&リッキー・ロメロとWWA世界タッグ王座を争い、1967年6月16日にはパンピロ・フィルポからアメリカス・ヘビー級王座を奪取。同王座は7月28日にマーク・ルーインに奪われるも、7月28日にはキム・イルを下してWWA世界ヘビー級王座を獲得、8月25日にバディ・オースチンに敗れるまで戴冠した。
その後は地元のオマハを拠点とするAWAのミッドウエスト地区に出場。1968年1月6日にマイティ・イゴール、8月17日と10月26日にカウボーイ・ボブ・エリスを破り、AWA中西部ヘビー級王座を3回獲得した。オマハでは同年3月15日、バーン・ガニアが保持していたAWA世界ヘビー級王座にも挑戦している。
1969年7月2日、テキサス州ラボックでの試合中に心臓発作を起こし、搬送先の病院で死去。45歳没。

## 獲得タイトル
ナショナル・レスリング・アライアンス
- NWA世界ジュニアヘビー級王座：1回[8]

NWAシカゴ
- NWA世界タッグ王座（シカゴ版）：1回（w / ダニー・プレッチェス）[22]

サウスウエスト・スポーツ・インク
- NWAテキサス・ブラスナックル王座：1回[23]
- NWAテキサス・タッグ王座：3回（w / ダニー・プレッチェス）[24]

セントラル・ステーツ・レスリング
- NWAセントラル・ステーツ・ヘビー級王座：2回[13]

NWAニューメキシコ
- NWAロッキー・マウンテン・ヘビー級王座：3回[4]
- NWAロッキー・マウンテン・タッグ王座：2回（w / フレッド・ブラッシー、チコ・ガルシア）[25]

アリゾナ・アスレティック・アソシエーション
- NWAウエスタン・ステーツ・タッグ王座（アリゾナ版）：1回（w / ケン・ルーカス）[26]

NWAウエスタン・ステーツ・スポーツ
- NWA北米ヘビー級王座（アマリロ版）：6回[5]
- NWAインターナショナル・タッグ王座（アマリロ版）：1回（w / ダニー・プレッチェス）[7]
- NWAサウスウエスト・タッグ王座：2回（w / フリッツ・フォン・エリック、ケン・ルーカス）[27]

チャンピオンシップ・レスリング・フロム・フロリダ
- NWA南部ヘビー級王座（フロリダ版）：1回[9]
- NWAフロリダ・ブラスナックル王座：1回[10]

ワールドワイド・レスリング・アソシエーツ
- WWA世界ヘビー級王座：1回[19]
- WWA世界タッグ王座：3回（W / キラー・カール・コックス、カール・ゴッチ×2）[17]
- WWAアメリカス・ヘビー級王座：1回[18]

アメリカン・レスリング・アソシエーション
- AWA中西部ヘビー級王座：3回[20]
- AWA中西部タッグ王座：1回（w / ジ・アベンジャー）[28]